# Lycée Georges-Clemenceau (Montpellier)
Pour les articles homonymes, voir Lycée Georges-Clemenceau.
Le lycée et collège Georges-Clemenceau est un lycée de Montpellier, situé au 31, avenue Georges Clemenceau. Il est le premier lycée de filles de la ville et de France.

## Histoire

### Création du lycée
Il s'agit, à l'origine, d'un lycée de jeunes filles, le tout premier ouvert en France,, par la volonté, entre autres, du ministre Jules Ferry. Une loi sur la création des lycées de filles est parue le 21 décembre 1880, sur l'initiative du député Camille See.
Alexandre Laissac, maire de Montpellier, a fait voter par le conseil municipal la création du lycée qui a ouvert ses portes à 73 filles le 11 octobre 1881. La ville fait construire ensuite un établissement, moderne pour l'époque, dans un parc proche du centre-ville et qui a été inauguré par le président de la République Sadi Carnot en mai 1890.

## Classement du lycée
En 2015, le lycée se classe 27e sur 28 au niveau départemental quant à la qualité d'enseignement, et 2181e au niveau national. Le classement s'établit sur trois critères : le taux de réussite au bac, la proportion d'élèves de première qui obtient le baccalauréat en ayant fait les deux dernières années de leur scolarité dans l'établissement, et la valeur ajoutée (calculée à partir de l'origine sociale des élèves, de leur âge et de leurs résultats au diplôme national du brevet).

## Architecture
Le lycée Georges-Clemenceau se compose d'un bâtiment rectangulaire de deux étages ouvert sur une cour d'honneur et constitué d'un jardin (nombreuses espèces rares), se prolongeant par une grande cour, ombragée l'été, sur laquelle donnent les différentes salles de classe.
Le style architectural classique du lycée est à l'image des constructions hausmaniennes qui avaient cours sous la Troisième République, comme aux Lycées Carnot ou Fénelon à Paris.
À l'origine, le lycée se trouvait dans un parc de 1 hectare. De nos jours, l'espace s'est réduit et un petit bâtiment récent a été érigé au centre de la cour pour agrandir l'espace restauration, entre autres, et préserver les bâtiments d'origine classés à l'inventaire des Monuments Historiques.

## Enseignements dispensés

### Lycée
Les matières enseignées sont les mathématiques, le français, les langues anciennes, les langues étrangères, l'histoire-géographie, les SVT, la physique-chimie, la philosophie, l'EPS et, selon les filières, les sciences économiques et sociales, la NSI (Numérique et Science de l'Informatique) et la littérature.
Ainsi, le lycée compte de nombreuses filières recherchées dans le domaine littéraire, scientifique, en science économique et sociale, et une section STMG, permettant à ces derniers élèves d'intégrer le BTS Assurance préparé par l'établissement. Enfin, le lycée Clemenceau est l'un des rares établissements du Sud à proposer le double-baccalauréat franco-allemand (AbiBac) mais également le baccalauréat TMD (Technique de la musique et de la danse).

### Post-baccalauréat
Le lycée propose le brevet de technicien supérieur (BTS) en assurance ainsi qu'un parcours préparatoire au professorat des écoles (PPPE).

## Personnalités liées au lycée

### Chronologie des proviseurs
- Mme Jeannine Barbé (jusqu'en 2013)
- M. Denis Palle (2012-2016)
- M. Arnaud Sobczyk (2016-2017)
- Mme Sylvie Le Bolloch (depuis 2017)

### Anciens professeurs célèbres
- Camille Pascal

### Anciens élèves célèbres
- Hélène Mandroux
- Camille Pascal
- Émilie Simon
- Noëlle Vincensini

### Évolution
Depuis 1970, le lycée est mixte. À l'origine lycée de jeunes filles de Montpellier, il devient, dans les années 1980, le lycée Georges-Clemenceau.

## Nombre d'élèves
On compte, en 1981, moins de 2 000 élèves. De nos jours, l'établissement dissocie la partie collège proprement dite - 16 classes comprenant 450 élèves - du lycée qui accueille près de 1 300 élèves (BTS inclus).

### Fonds d'archives
- Fonds : Lycée de jeunes filles de Montpellier (lycée Clemenceau) (1921-1976) [4,30 ml].  Cote : 930 W 1-88. Montpellier : Archives départementales de l'Hérault (présentation en ligne).